# Marianne Grunberg-Manago
Marianne Grunberg-Manago (ur. 6 stycznia 1921 w Piotrogrodzie w ZSRR, zm. 3 stycznia 2013 w Paryżu) – francuska biochemiczka, należąca do grupy pionierów badań kodu genetycznego; odkryła fosforylazę polinukleotydową (PNPazę), współpracowała z Severem Ochoa – późniejszym laureatem Nagrody Nobla w dziedzinie fizjologii lub medycyny (1959) „za odkrycie mechanizmów biologicznej syntezy RNA i DNA”, jako pierwsza kobieta zajmowała stanowiska prezesa Międzynarodowej Unii Biochemii i prezesa Francuskiej Akademii Nauk.

## Życiorys
Urodziła się w Petersburgu, w czasie, gdy kończyła się wojna domowa w Rosji, w rodzinie artystycznej (jej matka ukończyła studia architektoniczne, co było wówczas ewenementem). Wkrótce rodzice emigrowali z córką do Francji (miała wówczas 9 miesięcy). Żyli w Paryżu w ubóstwie, jako paryska bohema.
Szkołę średnią ukończyła w Nicei, korzystając z książek pożyczanych od nauczycieli, gdyż rodziców nie było stać na taki wydatek. Wahała się z wyborem kierunku studiów – myślała o dziennikarstwie, archeologii, krytyce sztuki. Na Uniwersytecie Paryskim studiowała równolegle literaturę porównawczą i biologię, zapisała się też na architekturę, jednak wybuch wojny uniemożliwił kontynuację studiów. Zastępczo uczyła się matematyki i nauk przyrodniczych w Nîmes. Później zainteresowała się biologią morską i zatrudniła się w Station biologique de Roscoff, gdzie w 1947 r. uzyskała stopień doktora.
Po doktoracie rozpoczęła pracę naukową w paryskim Institut de Biologie Physico-Chimique (IBPC). W roku 1953 wyjechała do Stanów Zjednoczonych. Pracowała początkowo w University of Illinois at Urbana, a następnie w New York University, gdzie w 1953 lub 1954 r. została przyjęta do laboratorium kierowanego przez Severa Ochoa (późniejszego laureata Nagrody Nobla). W 1955 r. Grunberg-Manago i Ochoa opublikowali w Journal of the American Chemical Society pracę, w której poinformowali o odkryciu fosforylazy polinukleotydowej (PNPazy). Jest to enzym z grupy polimeraz RNA, który katalizuje reakcję syntezy RNA oraz reakcję odwrotną. PNPaza została wkrótce potem wykorzystana w badaniach, które doprowadziły do rozszyfrowania kodu genetycznego (w 1961 r. Marshall Nirenberg i Johannes Matthaei za pomocą PNPazy otrzymali in vitro RNA o sekwencji poliU, który okazał się być matrycą do syntezy polifenyloalaniny; w ten sposób po raz pierwszy ustalono, jaka sekwencja nukleotydów odpowiada jakiemu aminokwasowi).
W roku 1956 Marianne Grunberg-Manago powróciła do IBPC w Paryżu. Otrzymała stanowisko kierownika Servicio de Bioquímica, w którym kontynuowała badania PNPazy, polinukleotydów i kodu genetycznego, a także mechanizmów biosyntez enzymatycznych.
Zmarła 3 stycznia 2013 po długotrwałej chorobie (ciężki udar mózgu 18 marca 2000).

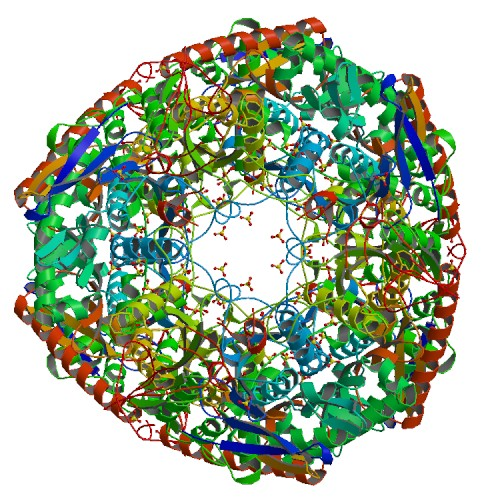
Struktura PNPazy (trimer)

## Publikacje (wybór)
Marianne Grunberg-Manago jest autorką lub współautorką ponad 300 publikacji naukowych. Wybrane artykuły dotyczące PNPazy:
- 1955 – Marianne Grunberg-Manago, Severo Ochoa, Enzymatic synthesis and breakdown of polynucleotides; polynucleotide phosphorylase, „Journal of the American Chemical Society”, 77 (11), 1955, s. 3165–3166, DOI: 10.1021/ja01616a093 [dostęp 2022-07-21] (ang.).
- 1955 – M. Grunberg-Manago, P.J. Oritz, S. Ochoa, Enzymatic synthesis of nucleic acidlike polynucleotides, „Science”, 122 (3176), 1955, s. 907–910, DOI: 10.1126/science.122.3176.907, PMID: 13274047 [dostęp 2022-07-21] (ang.).
- 1956 – M. Grunberg-Manago, P.J. Ortiz, S. Ochoa, Enzymic synthesis of polynucleotides. I. Polynucleotide phosphorylase of azotobacter vinelandii, „Biochimica et Biophysica Acta”, 20 (1), 1956, s. 269–285, DOI: 10.1016/0006-3002(56)90286-4, PMID: 13315374 [dostęp 2022-07-21] (ang.).
- 1989 – M. Grunberg-Manago, Recollections on studies of polynucleotide phosphorylase: a commentary on 'Enzymic Synthesis of Polynucleotides. I. Polynucleotide Phosphorylase of Azobacter vinelandii', „Biochimica et Biophysica Acta”, 1000, 1989, s. 59–64, DOI: 10.1016/s0006-3002(89)80008-3, PMID: 2673408 [dostęp 2022-07-21] (ang.).
- M. Grunberg-Manago, Pleasure from PNPase, „Current Contents” (15), 1990, s. 20–21 [dostęp 2022-07-21] (ang.).

## Odznaczenia i wyróżnienia
Została uhonorowana tytułem Wielkiego Oficera Legii Honorowej. Była pierwszą kobietą-profesorem na Harvardzie i pierwszą kobietą na stanowisku prezesa Międzynarodowej Unii Biochemii (1985–1988) oraz na stanowisku prezydenta French Academy of Sciences (1995–1996). Była członkiem National Academy of Sciences i wielu innych towarzystw naukowych. W 1997 r. została członkiem zagranicznym PAN.
W roku 1966 otrzymała Grand Prix Charles-Leopold Mayer, a w roku 1996 – Diplôme d’Honneur FEBS (Federation of European Biochemical Societies). W 1993 odznaczona Krzyżem Komandorskim Orderu Zasługi Rzeczypospolitej Polskiej.